# シンスプリント

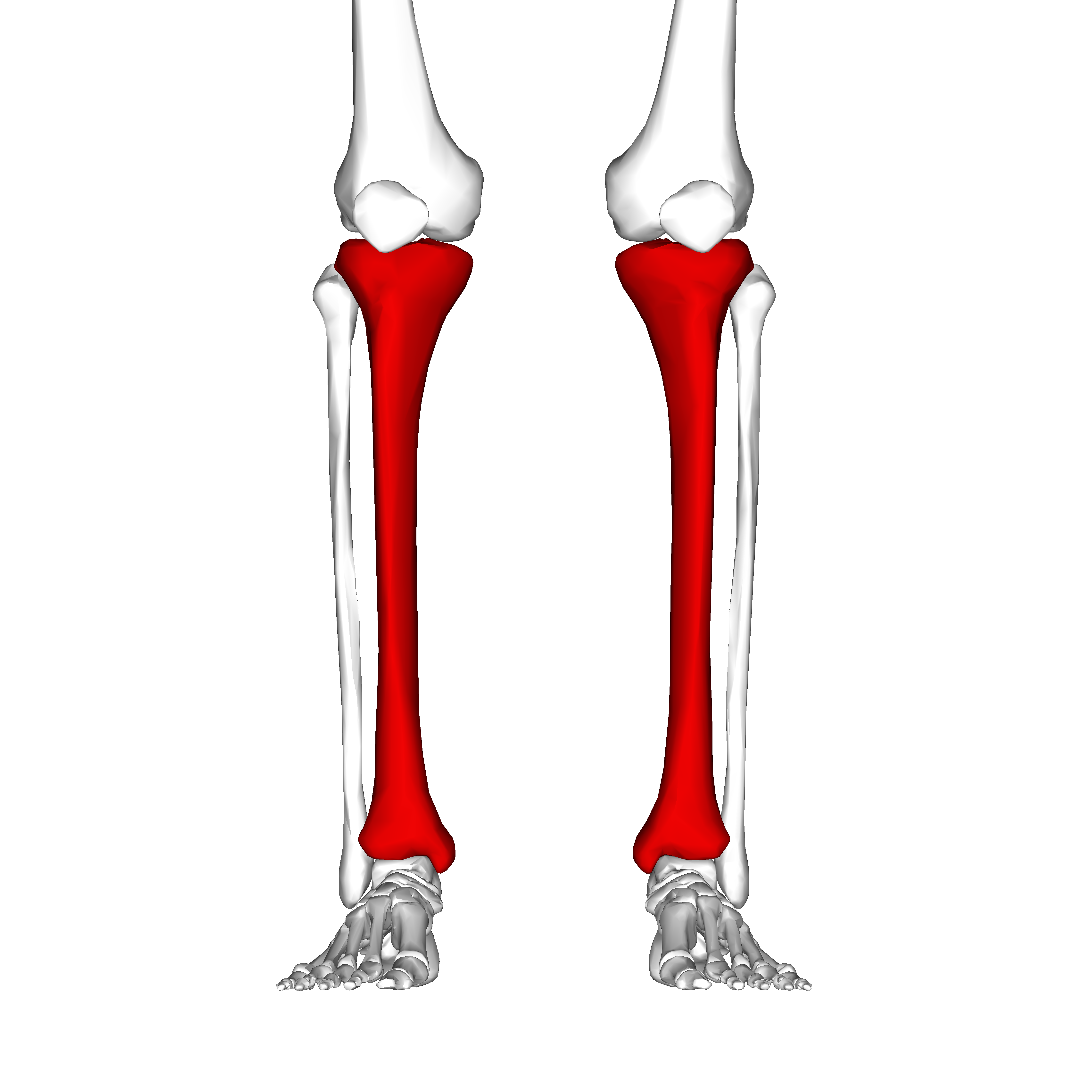
患部となる脛骨の図

シンスプリント（英: shin splint）は、下腿内側に位置する脛骨の下方1/3に痛みが発生する症状。骨折した時のような激しい痛みではなく、鈍痛なのが特徴である。脛骨過労性骨膜炎（けいこつかろうせいこつまくえん）とも言う。
基本的に体を動かすどの運動においても、十分な筋力の整っていないうちからいきなり激しい運動をした際に起こりうるものではあるが、マラソン選手や陸上競技、バスケットボール選手、サッカー選手などのランナー、ジャンプ時の着地などに特に起こりやすい。

## 徴候
症状初期は運動時のみ、脛の辺りに不快感や軽い鈍痛を感じることから始まる。これは散発的なものであるため、本人が大したものではないと思うことがほとんどである。本人は最初に骨の痛みのようなものを感じるが、痛みの元は骨を覆っている骨膜が炎症を起こしているものである。シンスプリントは、「初心者病」とは違う。

## 原因
- 悪いランニングフォーム
- 足に合わない、クッション性のないシューズ
- コンクリートでの走り込みやトレーニング
- 筋肉の酷使
- 筋力不足、柔軟性不足
- 扁平足、回内足
- 横脚

「初心者病」だけで運動後に練習量が多くなることなどによって発生することもある。

## 経過
痛みは脛骨に沿ってうずくような鈍痛で始まる。ある一点に集中する痛み（この場合は疲労骨折の可能性も）とは違い、筋肉が骨に付着するラインに沿って起こる。痛みは運動開始時に最も強くあらわれ、運動を続けると筋肉がほぐれ一時的に痛みは解消することが多い。症状が進むにつれ、痛みは強くなり、運動している最中も持続するようになる。最終的には、ベッドから起きる時や日常生活の他の動作の最中にも痛みが伴うようになる。

## 治療
足を長期間休ませることが第一である。休養中に筋力トレーニングをすることはよい考えである。長期間の休養によってコンディショニングができていない状態で練習を再開すると痛みが再発する恐れがあるためである。
やむを得ず休むことが出来ない場合、足を使った後は入念なストレッチをし、患部に15分ほどアイシングを施す。10分程のアイスマッサージも効果的である。運動時以外にも行うと良い。走り方の改良により快方に向かうこともある。
症状が軽くなったと思いすぐに運動などをすると症状が再発する。
普段のケアとしては、筋肉のストレッチを行って柔軟性を高めたりすることが大切である。また、シンスプリントは土踏まずの部分が下がってきていることも原因の一つなので、土踏まずを上げるためのテーピングも効果的である。
また、アイシングを毎日欠かさずしているが治らず、やめた途端に症状がよくなるなど個人差があり、治療法は人それぞれで違う。